# Singana
Singana (nep. सिँगाना) – gaun wikas samiti w zachodniej części Nepalu w strefie Dhawalagiri w dystrykcie Baglung. Według nepalskiego spisu powszechnego z 2011 roku liczył on 777 gospodarstw domowych i 3031 mieszkańców (1774 kobiety i 1257 mężczyzn).